# یوروکوپتر ئی‌سی۱۲۰ کالیبری
یوروکوپتر ئی‌سی۱۲۰ کالیبری (به انگلیسی: Eurocopter EC120 Colibri) یک بالگرد ساختِ کارخانهٔ ایرباس هلیکوپترز است که در سال ۱۹۹۵ ساخته شد.